# Валентино, Доменико
Доменико Валентино (итал. Domenico Valentino, родился 17 мая 1984) — итальянский боксёр, призёр чемпионатов мира (2005, 2007 и 2009) и Европы (2004 и 2011), член олимпийской сборной Италии на Олимпийских играх 2004, 2008 и 2012 года. Чемпион мира в 2009 г. в Милане.

## Любительская карьера
Доменико Валентино провёл длительную и успешную любительскую карьеру. В 2004 году выиграл чемпионат Евросоюза по боксу и принял участие на Олимпийских играх 2004 года. Во втором туре проиграл боксёру из Казахстана Серику Елуоеву. В 2005 и в 2006 году снова завоевал золото на первенстве Евросоюза.
В 2005 году выиграл средиземноморские игры и завоевал бронзу на чемпионате мира 2005 года. В 2007 году завоевал серебряную медаль на чемпионате мира, победив боксёра из Армении Грачья Джавахяна, боксёра из КНДР Кима Сонгука, и проиграл в финале англичанину Фрэнки Гэвину.
В 2007 году на чемпионате мира занял второе место. Победил корейца Ким Сонгука, армянина Грачья Джавахяна, и проиграл в финале британцу Фрэнги Гивену.
В 2008 году отправился на олимпийские игры, и проиграл в отборочном туре кубинцу Йорденису Угасу.
В 2009 году выиграл средиземноморские игры и завоевал золото на чемпионате мира, победив в нём известного корейского боксёра Хан Сун Чхоля.
В 2011 году завоевал серебро на чемпионате Европы и бронзу на чемпионате мира, проиграл в полуфинале украинскому боксёру, Василию Ломаченко.
Принял участие на олимпийских играл 2012 года, и проиграл в четвертьфинале литовскому боксёру Эвалдасу Пятраускасу.
В 2013 году на чемпионате мира по боксу занял третье место, уступив в полуфинале бразильцу, Робсону Консейсао.

## Полупрофессиональный бокс
С первого года основания полупрофессиональной лиги бокса, принимал участие во всех сезонах. Участвовал в итальянской команде «Итальянский Гром». В первом сезоне выиграл четыре боя и проиграл один, во втором выиграл два и проиграл один, а в третьем сезоне выиграл три боя и проиграл два, в последнем бою проиграл Василию Ломаченко. В четвёртом сезоне провёл три поединка, все выиграл, включая бой против россиянина, Альберта Селимова.

## Награды
- 19 апреля 2012 года награждён золотым орденом от зала итальянского Национального олимпийского комитета.